# Zach Galligan
Zachary Wolfe Galligan (New York, 14 febbraio 1964) è un attore statunitense, noto soprattutto per aver recitato in Gremlins e Gremlins 2.

## Biografia
Secondo dei quattro figli della psicologa Carol Jean Wolfe e dell'avvocato Arthur John Galligan, socio fondatore dalla Dickstein Shapiro. Laureatosi alla Columbia University, Galligan conosce presto la popolarità grazie al ruolo di Billy Peltzer, protagonista di Gremlins (1984) e Gremlins 2 - La nuova stirpe (1990)
Nel corso della sua carriera ha lavorato per la televisione e il cinema partecipando a pellicole più o meno di successo, come Warlock - L'angelo dell'apocalisse, Il mistero del principe Valiant, Infested - Lo sciame, Waxwork - Benvenuti al museo delle cere e molti altri.

## Filmografia

### Cinema
- Prigioniero senza nome (1983)
- Gremlins, regia di Joe Dante (1984)
- Niente dura per sempre (Nothing Lasts Forever), regia di Tom Schiller (1984)
- Waxwork - Benvenuti al museo delle cere (Waxwork), regia di Anthony Hickox (1988)
- 2020: il grande inganno (Rising Storm), regia di Francis Schaeffer (1989)
- Passione mortale (Into the Fire), regia di Graeme Campbell (1989)
- Gremlins 2 - La nuova stirpe (Gremlins 2: The New Batch), regia di Joe Dante (1990)
- Zandalee, regia di Sam Pillsbury (1991)
- Waxwork 2 - Bentornati al museo delle cere (Waxwork II: Lost in Time), regia di Anthony Hickox (1992)
- Psychic (1992)
- Round Trip to Heaven (1992)
- Warlock - L'angelo dell'apocalisse (Warlock: The Armageddon), regia di Anthony Hickox(1993)
- Preso! (1993)
- Caroline at Midnight (1994)
- Ice (1994)
- Cyborg 3: The Recycler, regia di Michael Schroeder (1994)
- Uno scapolo molto abile (All Tied Up), regia di John Mark Robinson (1994)
- Cupid (1997)
- Il mistero del principe Valiant (Prince Valiant), regia di Anthony Hickox (1997)
- Adam si Sposa (1997)
- The Storytellers (1999)
- Schegge di pazzia (1999)
- Arthur's Quest (1999)
- Storm Trooper, regia di Jim Wynorski (1999)
- Little Insects (2000) (voce)
- Point Doom (2000)
- G-Men from Hell (2000)
- Gabriela, regia di Vincent Jay Miller (2001)
- What They Wanted, What They Got (2001)
- The Tomorrow Man (2001)
- Infested - Lo sciame (2002)
- Momentum (2003)
- Legion of the Dead, regia di Paul Bales (2005)
- Let Them Chirp Awhile (2007)
- Jewslim (2008)
- 12 Floors Up (2010)
- Cut (2010)
- Nightbeasts (2010)
- Jack Falls (2011)
- The Pack, regia di Alyssa R. Bennett (2018)

### Televisione
- ABC Afterschool Specials – serie TV, 1 episodio (1982)
- Patto di amore e di morte (Surviving: A Family in Crisis), regia di Waris Hussein – film TV (1985)
- Crossings – miniserie TV (1986)
- The Lawrenceville Stories –miniserie TV (1986)
- American Playhouse – serie TV, episodio 6x02 (1987)
- I viaggiatori delle tenebre (The Hitchhiker) – serie TV, episodio 6x06 (1990)
- Melrose Place – serie TV, episodio 1x04 (1992)
- I racconti della cripta (Tales from the Crypt) – serie TV, 1 episodio (1992)
- For Love and Glory, regia di Roger Young – film TV (1993)
- Pericolo estremo (Extreme) – serie TV, 1 episodio (1995)
- Pacific Blue – serie TV, episodio 1x06 (1996)
- La signora del West (Dr. Quinn, Medicine Woman) – serie TV, episodio 6x12 (1997)
- Love Boat: The Next Wave – serie TV, episodio 2x04 (1998)
- Star Trek: Voyager – serie TV, episodio 5x04 (1998)
- The Net – serie TV, 1 episodio (1998)
- Chicken Soup for the Soul – serie TV, 1 episodio (1999)
- Settimo cielo (7th Heaven) – serie TV, episodio 6x04 (2001)
- Law & Order: Criminal Intent – serie TV, episodio 3x09 (2003)

## Doppiatori italiani
Nelle versioni in italiano delle opere in cui ha recitato, Zach Galligan è stato doppiato da:
- Loris Loddi in Gremlins, Gremlins 2 - La nuova stirpe
- Francesco Bulckaen in Psychic
- Mirko Mazzanti in Adam si sposa